# Jim Farley
James D. Farley Jr. (geb. 1962 in Buenos Aires) ist ein US-amerikanischer Manager. Er übernahm ab Oktober 2020 von Jim Hackett die Rolle als CEO des Automobilkonzerns Ford.

## Leben und Wirken
Farley absolvierte an der Georgetown University ein Bachelorstudium der Volkswirtschaftslehre und Informatik. Er wurde von Fords ehemaligem CEO Alan Mulally von Toyota zu Ford abgeworben. Farley hatte bei Ford u. a. die Rolle als Präsident für den Bereich New Businesses, Technology and Strategy inne, in der er den Übergang von Ford zu vernetzten Fahrzeugen mitgestaltete. Er sammelte zudem Erfahrung in der Leitung der Teams für intelligente Mobilität und autonome Fahrzeuge des Unternehmens. Ihm gelang bei Ford der Aufstieg bis zum Chief Operating Officer und schließlich CEO.
Farley betonte seit seiner Ernennung zum CEO, dass klassische Automobilkonzerne heute im Wettbewerb mit Software- und Infrastrukturanbietern stehen. So sagte er kurz vor Amtsantritt: „Wir wissen, dass unsere heutige Konkurrenz Amazon, Baidu, Tesla, Apple, Toyota und andere sind. Sie sind gut finanzierte und unersättliche Unternehmen.“

## Familie
Er ist als Cousin verwandt mit den Schauspielern Chris Farley, Kevin P.  Farley und John Farley.